# TACACS
TACACS，全稱终端访问控制器访问控制系统（英語：Terminal Access Controller Access-Control System），是一种用于认证的计算机协议，在UNIX网络中与认证服务器进行通信，TACACS允许远程访问服务器与认证服务器通信，以决定用户是否有权限访问网络。
TACACS允许客户端接受用户名和口令，并发往通常称作TACACS守护进程（或者简单地称作TACACSD）的TACACS认证服务器，这个服务器一般是在主机上运行的一个程序。主机将决定是否接受或拒绝请求，并发回一个响应。 TIP（用户想要登录的接受拨入链接的路由节点）将基于这个响应接受或拒绝访问。这样，做出决定的过程是"向上开放"(opened up)的，做出决定所用的算法和数据完全由TACACS守护进程的运行者控制。
Cisco在1990引进的最近的TACACS版本称作XTACACS（扩展 TACACS）。在较新的或更新过的网络中，这两个版本大多被 TACACS+和RADIUS取代了。 TACACS+ 是一个全新的协议，与TACACS和XTACACS并不兼容。
TACACS在RFC 1492中定义，默认使用TCP或UDP）协议的 49 端口。
软件实现：
- TACACS+（页面存档备份，存于）
- tac_plus
- DialWays 3.0（页面存档备份，存于）
- TacacsPlus

## 替代RFC
- RFC 1492 - An Access Control Protocol, sometimes called TACACS
- RFC 0927 - TACACS user identification Telnet option